# يانغ تشيان (رامية)

يانغ تشيان (مواليد 10 يوليو 2000) هي رامية صينية فازت بالميدالية الذهبية في مسابقة الرماية بالبندقية الهوائية على بعد 10 أمتار سيدات في أولمبياد 2020.